# Liste der Gemarkungen in Fürth
Die Liste der Gemarkungen in Fürth umfasst die zehn Gemarkungen der kreisfreien Stadt Fürth im Regierungsbezirk Mittelfranken des Freistaat Bayerns.

## Gemarkungen in Fürth
| Nr.    | Gemarkung         | Karte                                                                   | Gemeindeteile                                    | Fläche in km² | Flurstücke | ⌀-Fläche in m² | Quelle |
| ------ | ----------------- | ----------------------------------------------------------------------- | ------------------------------------------------ | ------------- | ---------- | -------------- | ------ |
| 093339 | Burgfarrnbach     | Die Gemarkung Burgfarrnbach (093339) in der kreisfreien Stadt Fürth     | Burgfarrnbach                                    | 8,858         | 3061       | 2893,79        | [ 2 ]  |
| 093344 | Dambach           | Die Gemarkung Dambach (093344) in der kreisfreien Stadt Fürth           | Dambach, Oberfürberg, Unterfürberg               | 5,697         | 4433       | 1285,06        | [ 3 ]  |
| 093335 | Fürth             | Die Gemarkung Fürth (093335) in der kreisfreien Stadt Fürth             | Fürth, Weikershof                                | 12,867        | 10472      | 1228,68        | [ 4 ]  |
| 093343 | Fürther Stadtwald | Die Gemarkung Fürther Stadtwald (093343) in der kreisfreien Stadt Fürth |                                                  | 2,656         | 39         | 68103,93       | [ 5 ]  |
| 093342 | Poppenreuth       | Die Gemarkung Poppenreuth (093342) in der kreisfreien Stadt Fürth       | Poppenreuth                                      | 3,307         | 2902       | 1139,71        | [ 6 ]  |
| 093341 | Ronhof            | Die Gemarkung Ronhof (093341) in der kreisfreien Stadt Fürth            | Kronach, Ronhof                                  | 2,977         | 1902       | 1565,39        | [ 7 ]  |
| 093338 | Sack              | Die Gemarkung Sack (093338) in der kreisfreien Stadt Fürth              | Bislohe, Braunsbach, Herboldshof, Sack, Steinach | 4,088         | 1731       | 2361,55        | [ 8 ]  |
| 093337 | Stadeln           | Die Gemarkung Stadeln (093337) in der kreisfreien Stadt Fürth           | Mannhof, Stadeln                                 | 6,356         | 3586       | 1772,33        | [ 9 ]  |
| 093340 | Unterfarrnbach    | Die Gemarkung Unterfarrnbach (093340) in der kreisfreien Stadt Fürth    | Atzenhof, Unterfarrnbach                         | 8,256         | 4540       | 1818,58        | [ 10 ] |
| 093336 | Vach              | Die Gemarkung Vach (093336) in der kreisfreien Stadt Fürth              | Flexdorf, Ritzmannshof, Vach                     | 8,269         | 2477       | 3338,18        | [ 11 ] |